# Royal Parks Half Marathon
Le Royal Parks Half Marathon est une course de semi-marathon se déroulant tous les ans à Londres en Angleterre, au mois d'octobre. Son parcours commence et finit dans Hyde Park, il traverse également trois autres parmi les huit parcs royaux de Londres, à savoir Green Park, St James’s Park et Kensington Gardens. C'est le seul semi-marathon qui traverse des quartiers au centre de Londres et l'un des plus importants dans cette ville en nombre de participants.

## Histoire
Le semi-marathon de la fondation des parcs royaux de Londres (Royal Parks Foundation Half Marathon) a été créé en 2008 par la Fondation des parcs royaux afin de collecter des fonds au bénéfice du travail de la fondation pour l'entretien des 8 parcs royaux mais aussi pour permettre la collecte en faveur d'autres organismes de charité. En neuf ans, la collecte se monte à plus de 25 millions de livres pour plus de 750 organismes de charité.

## Palmarès
Record de l'épreuve
| Édition | Année | Hommes                       | Hommes      | Hommes          | Femmes            | Femmes | Femmes          |
| Édition | Année | Vainqueur                    | Pays        | Temps           | Vainqueur         | Pays   | Temps           |
| ------- | ----- | ---------------------------- | ----------- | --------------- | ----------------- | ------ | --------------- |
| 1re     | 2008  | John Muriithi                | Kenya       | 1 h 10 min 19 s | Natalie Gray      |        | 1 h 24 min 19 s |
| 2e      | 2009  | Paolo Sandali                |             | 1 h 09 min 31 s | Natalie Gray      |        | 1 h 17 min 39 s |
| 3e      | 2010  | Edwin Kipkorir               |             | 1 h 05 min 40 s | Miriam Makewa     |        | 1 h 14 min 01 s |
| 4e      | 2011  | Abdul Farah                  |             | 1 h 08 min 39 s | Tish Jones        |        | 1 h 22 min 09 s |
| 5e      | 2012  | Martyn Bean                  |             | 1 h 12 min 32 s | Carey Lynn        |        | 1 h 25 min 09 s |
| 6e      | 2013  | Ryan Mckinley                |             | 1 h 09 min 07 s | Jessica Henderson |        | 1 h 22 min 27 s |
| 7e      | 2014  | Carlos Fernando García Mañas |             | 1 h 12 min 05 s | Amy Clements      |        | 1 h 17 min 02 s |
| 8e      | 2015  | Russ Best                    | Royaume-Uni | 1 h 09 min 37 s | Gaby Van Clarke   |        | 1 h 21 min 53 s |